# هرمون النمو في الرياضة
تفرض كل الهرمونات الرئيسية للغدة النخامية أمامية تأثيراتها الأساسية بتنبيه الغدد المستهدفة؛ و التي تشمل الغدة الدرقية ، و قشرة الكظر، والمبيض، والخصية، وغدة الثدي.
و وظائف كل هرمون من هذه الهرمونات النخامية وثيقة الارتباط بوظائف الغدد المستهدفة المتناسبة لها ؛ ماعدا هرمون النمو فهو بعكس الهرمونات الأخرى لا يعمل من خلال غدة مستهدفة بل إنه يفرض تأثيره على كل أنسجة الجسم أو معظمها وفقا لتنظيم إفراز هرمون النمو .

## تأثير الهرمون النمو على تسبيب النمو

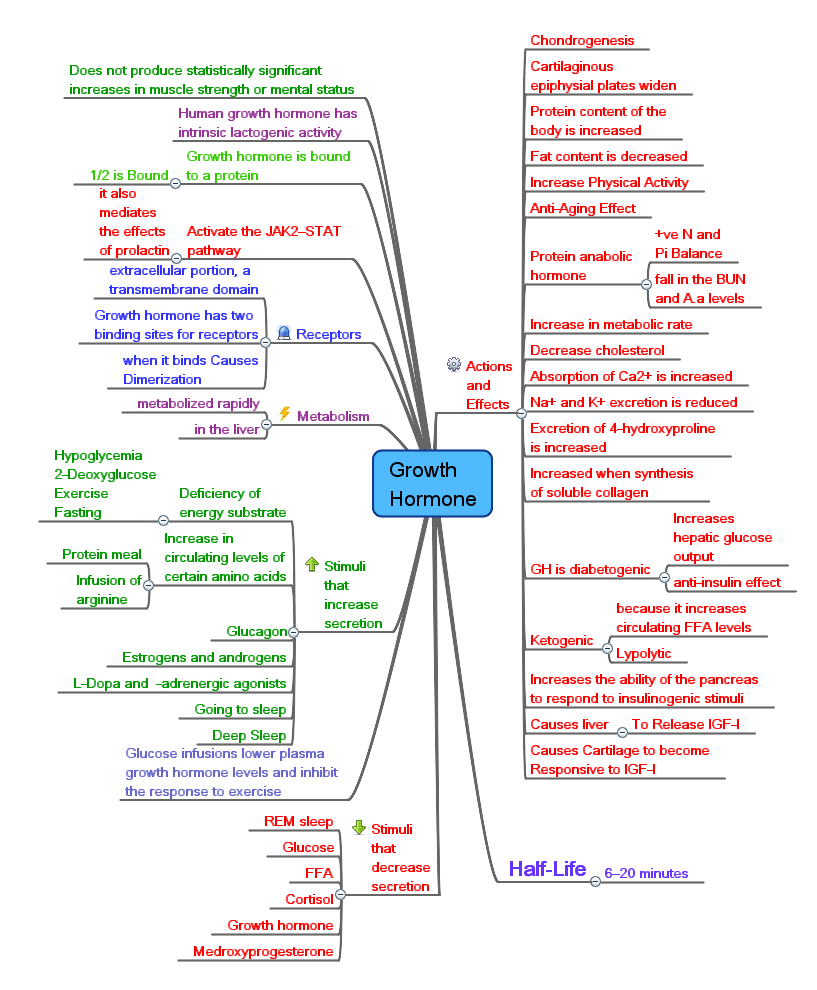
خريطة ذهنية تظهر نمو وظائف هرمون النمو

هرمون النمو GH - و الذي يسمى أيضا الهرمون الموجه الجسدي ( SH ) somatotropic hormone أو الموجهة الجسدية somatotropin - هو جزئ بروتيني صغير يحوي 191 حمضا أمينيا في سلسلة واحدة وله وزن جزيئي يبلغ 22005 .
و هو هرمون يسبب نمو كل أنسجة الجسم التي تتمكن من النمو، كما يحفز زيادة أحجام الخلايا الجسدية وزيادة انقسامها، والنمو بزيادة عدد الخلايا والتمايز النوعي لبعض أنواع الخلايا مثل : خلايا نمو العظام ،و الخلايا العضلية الأولية .
فعند المقارنة بين وزني جرذين ينموان، يتلقى أحدهما يوميا هرمون النمو مقارنة بجرذ شقيق لم يحصل على هرمون النمو سواء في مقتبل عمر الجرذين أو عندما وصلا إلى سن البلوغ .
وجد أنه في المراحل الأولى من النمو ؛ ازدادت أحجام كل أعضاء الجرذ المعالج بصورة متناسبة، ولكن بعد البلوغ توقف ازدياد طول معظم العظام بينما استمر نمو الأنسجة الرخوة .
و ينتج ذلك من حقيقة أنه متى ما التحمت نهايات العظام الطويلة مع جذوعها لا يمكن بعد ذلك زيادة أطوالها بالرغم من أن معظم الأنسجة الأخرى في الجسم تتمكن من النمو طيلة الحياة .

## التأثيرات الاستقلابية لهرمون النمو
لهرمون النمو - بالإضافة لتأثيره العام في توليد النمو - عدة تأثيرات استقلابية نوعية خاصة أيضا ؛ و تشمل بصورة خاصة كل مما يلي :
- زيادة معدل تصنيع البروتين في كل خلايا الجسم .
- زيادة تحريك الأحماض الدهنية من الأنسجة الشحمية، وزيادة استعمال الأحماض الدهنية لتوليد الطاقة .
- إنقاص معدل استعمال الجلوكوز خلال الجسم كله .

و لهذا ؛ ففي الواقع يعزز هرمون النمو بروتينات الجسم، ويستعمل مخزون الدهون ، و يحفظ السكريات .

## دور هرمون النمو في تعزيز تراكم البروتين
بالرغم من عدم معرفة الآلية الأكثر أهمية والتي يزيد من خلالها هرمون النمو تراكم البروتين فهناك سلسلة من التأثيرات المختلفة المعروفة، والتي تؤدي كلها إلى تعزيز البروتين .

### 1. تعزيز نقل الأحماض الأمينية خلال أغشية الخلايا
يعزز هرمون النمو بصورة مباشرة نقل بعض الأحماض الأمينية على الأقل وربما معظمها خلال الأغشية الخلوية إلى داخل الخلايا . و هذا يزيد من تركيز الأحماض الأمينية في الخلايا، ويفترض بأنه مسؤول على الأقل جزئيا عن زيادة تصنيع البروتين . و هذا التحكم في نقل الأحماض الأمينية شبيه بتأثير الأنسولين في التحكم بنقل الجلوكوز خلال الأغشية الخلوية .

### 2. تعزيز ترجمة الـحمض نووي ريبوزييسبب تصنيع البروتين
يستثير هرمون النمو فرط ترجمة الحمض النووي الريبي الـ حمض نووي ريبوزي حتى عندعدم ازدياد الأحماض الأمينية في الخلايا . و يؤدي ذلك إلى زيادة في تصنيع البروتين بكميات كبيرة بواسطة ريبوسومات السيتوبلازم .

### 3. زيادة الانتساخ النووي للـ DNA لتكوين الـ RNA

نموذج لمقطع من الدي أن إيه على شكل حلزون مزدوج في فضاء ثلاثي الأبعاد

ينبه هرمون النمو على مدى فترات طويلة من الزمن ( 24-48 ساعة ) انتساخ حمض نووي ريبوزي منقوص الأكسجين الـ حمض نووي ريبوزي منقوص الأكسجين في النواة ، مسببا تكوين كميات متزايدة من الـ حمض نووي ريبوزي . و يعزز هذا بدوره تصنيع بروتين أكثر كما أنه يعزز النمو فيما إذا توفرت كميات كافية من الطاقة ، و الأحماض الأمينية ، و الفيتامينات ، و المواد الضرورية الأخرى للنمو . و يمكن أن يكون هذا على المدى الطويل أكثر الوظائف أهمية لهرمون النمو .

### 4. نقص تقويض البروتين والأحماض الأمينية
يوجد - بالإضافة لزيادة تصنيع البروتين - نقص في تحلل بروتين الخلايا . و السبب المحتمل لذلك هو أن هرمون النمو يحرك أيضا كميات كبيرة من الأحماض الدهنية الحرة من الأنسجة الشحمية . و تستعمل هذه بدورها لتجهيز معظم الطاقة لخلايا الجسم ، و لهذا فإنه يعمل كموفر فعال للبروتين .
الخلاصة :
يعزز هرمون النمو كل النواحي التصنيعية لبروتين الخلايا و نقل الأحماض الأمينية للخلايا، وفي الوقت نفسه فإنه يقلل من تحلل بروتينات الخلايا .

## تأثير هرمون النمو في تعزيز استعمال الدهن لتوليد الطاقة
لهرمون النمو تأثير خاص في تسبيب تحرير الأحماض الدهنية من الأنسجة الشحمية، ولهذا فإنه يزيد من تركيزها في سوائل الجسم .
و بالإضافة لذلك ؛ فإنه يعزز في أنسجة الجسم كله تحويل الأحماض الدهنية إلى أسيتيل تميم الأنزيم A ( أسيتيل التميم A ) و استعماله بعد ذلك لتوليد الطاقة . و لهذا فإن الدهن يستعمل بتأثير هرمون النمو لتوليد الطاقة مفضلا إياه على السكريات والبروتينات فيما يساهم أيضا في تنظيم درجة حرارة الجسم .
و قد اعتبر بعض الباحثين تأثير هرمون النمو في تحريك الدهن بأنه أحد أهم وظائفه، كما اعتبروا بأن تأثيره الموفر للبروتين هو عامل رئيسي يعزز تراكم البروتين و بالتالي النمو . و لكن تحريك هرمون النمو للدهن يحتاج إلى ساعات لحدوثه، بينما يمكنه أن يبدأ تعزيز تصنيع البروتين الخلوي خلال دقائق .

### تأثير هرمون النمو المكون للكيتونات
من الممكن أن يصبح تحريك الدهن من الأنسجة الشحمية بتأثير الكميات الكبيرة من هرمون النمو كبيرا في بعض الأحيان لدرجة تتكون فيها كميات كبيرة من حمض الأسيتيك في الكبد و تحرر إلى سوائل الجسم ، مما يولد حالة فرط كيتون الجسم ( الكتاء ) فرط كيتون الجسم . كما يسبب هذا التحريك المفرط للدهن من الأنسجة الشحمية في الغالب الإصابة بحالة الكبد الدهني .

## تأثير هرمون النمو على استقلاب السكريات
لهرمون النمو أربعة تأثيرات رئيسية على الاستقلاب الخلوي للجلوكوز و هي كما يلي :
- يقلل هرمون النمو من استعمال الجلوكوز في توليد الطاقة .
- يعزز هرمون النمو من ترسيب الجليكوجين في خلايا الجسم .
- يقلل هرمون النمو من أخذ الخلايا للجلوكوز .
- يزيد هرمون النمو من إفراز الأنسولين و يقلل من حساسية الجسم له .

### 1. قلة استعمال الجلوكوز لتوليد الطاقة
لم يعرف على وجه التحديد الآلية المضبوطة التي يقلل بها هرمون النمو من استعمال الخلايا للجلوكوز ، و مع ذلك فإن التقليل يحتمل أن ينشأ جزئيا من زيادة تحريك الأحماض الدهنية و استعمالها لتوليد الطاقة الذي يسببه هرمون النمو .
أي أن الأحماض الدهنية تكون كميات كبيرة من أسيتيل التميم A الذي يبدأ بدوره تأثيرات تلقيمية راجعة لحصر التحلل السكري للجلوكوز والجليكوجين .

### 2. تعزيز ترسيب الجليكوجين في الخلايا
نظرا إلى أن الجلوكوز والجليكوجين لا يمكن استعمالهما لتوليد الطاقة ، بسبب وجود مفرط لهرمون النمو ، فإن الجلوكوز الذي يدخل إلى الخلايا فعلا يتحول بسرعة إلى جليكوجين و يخزن بصورة خاصة في الكبد . و لهذا تشبع الخلايا بسرعة بالجليكوجين بحيث لا يمكنها خزن أية كمية أخرى منه .

### 3. نقص قبط الجلوكوز بالخلايا وزيادة تركيز جلوكوز الدم ( السكري النخامي )
عندما يعطى هرمون النمو لحيوان يتعزز القبط uptake الخلوي للجلوكوز و يهبط تركيز جلوكوز الدم قليلا، ولكن هذا التأثير يدوم لثلاثين دقيقة إلى ساعة واحدة فقط أو حوالي ذلك، ويعقب ذلك تأثير معاكس تماما حيث يتناقص نقل الجلوكوز إلى داخل الخلايا .
و يحتمل أن ذلك ينتج من حقيقة أن الخلايا قد سبق لها وأن أخذت كميات مفرطة من الجلوكوز و هي تجد صعوبة في استعمالها، فيزداد تركيز جلوكوز الدم من دون قبط الخلايا و استعمالها السوي للجلوكوز .
و قد يرتفع التركيز أحيانا إلى علو يبلغ 50 % أو أكثر أعلى من السوي . و تسمى هذه الحالة 'السكري النخامي pituitary diabetes . و عندما يعالج هذا السكري بالأنسولين ، وجد أنه غير حساس للأنسولين ويحتاج إلى كميات مفرطة منه لتسبب تناقص متواضع في مستوى الجلوكوز في الدم .

### 4. زيادة إفراز الأنسولين - تأثير هرمون النمو المحدث لداء السكري
تنبه زيادة تركيز جلوكوز الدم التي يولدها هرمون النمو خلايا بيتا لجزر لانغرهانس لتفرز أنسولين إضافي . و بالإضافة لذلك فإن لهرمون النمو تأثير تنبيهي مباشر على خلايا بيتا أيضا . و يؤدي اتحاد هذين التأثيرين أحيانا إلى التنبيه المفرط جدا لإفراز الأنسولين من خلايا بيتا بحيث أنها تنتج بشدة . و عندما يحدث ذلك يتطور مرض الداء السكري .
و لهذا يقال أن هرمون النمو له تأثير محدث لمرض السكري .

### ضرورة الأنسولين والسكريات للفعل المعزز للنمو لهرمون النمو
لا يتمكن هرمون النمو من تسبيب النمو في إنسان أو حيوان من دون بنكرياس ، كما أنه لا يتمكن من ذلك إذا ما فقدت السكريات من الطعام ، و يظهر ذلك أن فعالية كافية للأنسولين مع توفر كمية كافية من السكريات ضروريان لهرمون النمو لكي يكون مؤثرا . و جزء من الحاجة لهذه السكريات و للأنسولين ضروري لتجهيز الطاقة اللازمة لاستقلاب النمو ، و لكن يظهر أن هناك تأثيرات أخرى أيضا . و المهم لذلك بصورة خاصة هو التأثير النوعي للأنسولين في تعزيز نقل بعض الأحماض الأمينية إلى خلايا الجسم بنفس الطريقة التي يعزز بها نقل الجلوكوز إليها .

## تنبيه نمو الغضاريف والعظام
بالرغم من أن هرمون النمو ينبه زيادة ترسيب البروتينات في الأنسجة و زيادة نموها في كل أنحاء الجسم تقريبا، فإن أوضح تأثير له هو زيادة نمو الإطار الهيكلي للجسم . و ينتج ذلك عن عدة تأثيرات لهرمون النمو على عظام الجسم ؛ و التي تشمل :
1. زيادة ترسيب البروتين بالخلايا الغضروفية والأرومة العظمية التي تسبب نمو العظام .
2. زيادة سرعة توالد هذه الخلايا أيضا .
3. التأثير النوعي لتحويل الخلايا الغضروفية إلى خلايا الأرومة العظمية، فيسبب بذلك ترسيبا نوعيا لعظم جديد .

و هناك آليتان رئيسيتان لنمو العظام :
- الآلية الأولى : تنمو العظام الطويلة عند الغضاريف المشاشة ، حيث تكون المشاشات Epiphysis عند نهايتي العظم مفصولة عن سويقة . و يولد هذا النمو ترسيب غضروف جديد، يتبعه تحوله إلى عظم جديد، فتطول بذلك السويقات وتدفع المشاشات بعيدا عن بعضها البعض تدريجيا .

و لكن في الوقت نفسه ؛ يستعمل غضروف المشاشة نفسه تدريجيا بحيث لا يبقى أي غضروف إضافي في أواخر سنين المراهقة ليولد أي نمو آخر . و يحصل في هذا الوقت اندماج عظمي بين السويق وكل من المشاشتين النهائيتين، بحيث لن تتم السويق بعد ذلك أية إطالة للعظم الطويل .
و ينبه هرمون النمو كل هذه العمليات لنمو الغضاريف المشاشية ولنمو العظام الطويلة .
و لكن متى ما اتحدت المشاشات مع السويقات فلن يكون لهرمون النمو أية مقدرة إضافية على تطويل العظام .
- الآلية الثانية لنمو العظام هي أن بانية العظم osteoblasts في سمحاق العظم سمحاق و في بعض تجاويفه ترسب عظما جديدا على سطح العظم القديم . و في الوقت نفسه تزيل ناقضة العظم ناقضة العظمs العظم القديم .

و عندما تكون سرعة الترسيب أكبر من سرعة الإزالة يزداد عندئذ سمك العظم و كثافته . و ينبه هرمون النمو بانية العظم بقوة . ولهذا يمكن أن تستمر العظام بالنمو طيلة حياة الشخص بتأثير هرمون النمو ، و يصح ذلك بصورة خاصة بالنسبة للعظام الغشائية . فمثلا يمكن تنبيه عظام الفك لتنمو حتى بعد سن المراهقة ، مما يسبب بروز عظام الذقن والأسنان إلى الأمام . و بنفس الأسلوب يزداد سمك وكثافة عظام القحف مما يولد بروزا عظميا فوق العينين .

Main pathways in endocrine regulation of growth.

## هرمون النمو يفرض الكثير منتأثيراته خلال مواد وسيطة تسمى ( السوماتومدينات ) و تسمى أيضا ( عوامل النمو الشبيهة بالإنسولين )

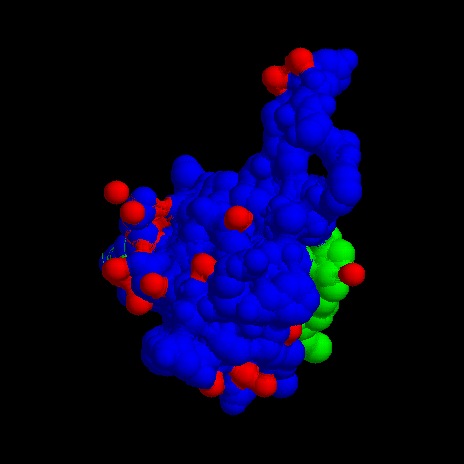
نمذج ثلاثي الأبعاد لعامل النمو شبيه الأنسولين 1

عندما يجهز هرمون النمو مباشرة إلى الخلايا الغضروفية المزروعة خارج الجسم ، لا يتم في العادة تكاثرها أو تضخمها . و لكن عند إعطاء هرمون النمو إلى الحيوان السليم فإنه يولد فعلا تكاثر ونمو نفس هذه الخلايا .
و باختصار ؛ فقد وجد أن هرمون النمو يحفز الكبد - و لدرجة أقل بعض الأنسجة الأخرى - على توليد عدة بروتينات صغيرة تسمى السوماتوميدينات Somatomedin التي لها بدورها التأثير الشديد جدا في زيادة كل نواحي نمو العظام .
و تشبه تأثيرات الكثير من السوماتومدينات على النمو تأثيرات الأنسولين عليه ؛و لذلك تسمى السوماتومدينات عامل النمو شبيهة الأنسولين insulin growth factors )IGF ) بالإضافة إلى اسمها .
و قد تم عزل على الأقل أربعة سوماتومدينات، ولكن أهمها كلها هو السوماتومدين C ( الذي يسمى أيضا عامل النمو شبيه الانسولين-1 Insulin-like growth factor 1 )
الذي يبلغ الوزن الجزيئي الخاص به حوالى 7500 . و يتبع تركيز السوماتومدين C في بلازما الدم في الحالة السوية سرعة إفراز هرمون النمو .و الأقزام الأفارقة مصابون بعدم تركيب كميات ملحوظة من السوماتومدين C . و لهذا فبالرغم من أن تركيز هرمون النمو في البلازما لديهم يكون إما سويا أو حتى أعلى من السوي، تبقى كمية السوماتومدين C في البلازما قليلة . و من الواضح أن ذلك يعلل صغر أحجام هؤلاء الأشخاص .كما يصاب بعض الأقزام الآخرين ( مثل أقزام
متلازمة لارون
متلازمة لارون ) بنفس هذه المشكلة .
و لهذا فقد افترض بأن معظم - إن لم يكن تقريبا كل - تأثيرات النمو لهرمون النمو تنشأ من السوماتومدين C و السوماتومدينات الأخرى، بدلا من التأثيرات المباشرة لهرمون النمو نفسه على العظام وعلى الأنسجة المحيطية الأخرى .
و بالرغم من ذلك فإن التجارب الحديثة فد أظهرت بأن إعطاء هرمون النمو مباشرة إلى الغضاريف المشاشة لعظام الحيوانات الحية يسبب نموا نوعيا لمناطق هذه الغضاريف وحدها وأن الكمية اللازمة من هذا الهرمون لتوليد هذا التأثير هي صغيرة جدا .
و لذلك تبقى بعض نواحي فرضية السوماتومدين هذه مشكوكا فيها .
و أحد الاحتمالات الممكنة هي أن هرمون النمو يمكنه أنه يسبب أيضا تكوين كمية كافية من السوماتومدين C في الأنسجة الموضعية ليؤدي إلى نمو موضعي فيها .
و لكن يحتمل أيضا ان يكون هرمون النمو نفسه مسؤولا مباشرة عن زيادة النمو في بعض الأنسجة ،و أن الآلية الخاصة بالسوماتومدين هي وسيلة بديلة لزيادة النمو و لكنها ليست ضرورية دائما .

### المدة القصيرة لعمل هرمون النمو والطويلة لعمل السوماتومدين C
يلتصق هرمون النمو التصاقا ضعيفا ببروتينات البلازما في الدم . و لهذا فإنه يحرر من الدم للأنسجة بسرعة كبيرة وله زمن نصفي في الدم أقل من 20 دقيقة . و بالمقارنة ؛ فإن السوماتومدين C يلتصق بقوة شديدة بحامل بروتيني في الدم، والذي هو نفسه مثل السوماتومدين C يولد استجابة لهرمون النمو . و كنتيجة لذلك فإن السوماتومدين C لا يحرر إلى الأنسجة إلا ببطء شديد وبعمر نصفي يبلغ حوالي 20 ساعة . و من الواضح أن ذلك يطول لدرجة كبيرة تأثيرات تعزيز النمو لنوبات إفراز هرمون النمو .

## الماجع
1. ↑  Powers M (2005). "Performance-Enhancing Drugs". في Deidre Leaver-Dunn; Joel Houglum; Harrelson, Gary L. (المحرر). Principles of Pharmacology for Athletic Trainers. Slack Incorporated. ص. 331–332. {{استشهاد بكتاب}}: الوسيط غير المعروف |الرقم المعياري= تم تجاهله يقترح استخدام |ردمك= (مساعدة)صيانة الاستشهاد: أسماء متعددة: قائمة المحررين (link)
2. ↑  King، MW (2006). "Structure and Function of Hormones:  Growth Hormone". جامعة ولاية إنديانا. مؤرشف من الأصل في 2018-07-22. اطلع عليه بتاريخ 2008-01-16.
3. ↑  Höppener JW، de Pagter-Holthuizen P، Geurts van Kessel AH، Jansen M، Kittur SD، Antonarakis SE، Lips CJ، Sussenbach JS (1985). "The human gene encoding insulin-like growth factor I is located on chromosome 12". Hum. Genet. ج. 69 ع. 2: 157–60. DOI:10.1007/BF00293288. PMID:2982726.
4. ↑  Jansen M، van Schaik FM، Ricker AT، Bullock B، Woods DE، Gabbay KH، Nussbaum AL، Sussenbach JS، Van den Brande JL (1983). "Sequence of cDNA encoding human insulin-like growth factor I precursor". Nature. ج. 306 ع. 5943: 609–11. DOI:10.1038/306609a0. PMID:6358902.
5. ↑  Laron Z, Ginsberg S, Lilos P, Arbiv M, Vaisman N (2006). "Body composition in untreated adult patients with Laron syndrome (primary GH insensitivity)". Clin. Endocrinol. (Oxf). ج. 65 ع. 1: 114–7. DOI:10.1111/j.1365-2265.2006.02558.x. PMID:16817829.{{استشهاد بدورية محكمة}}:  صيانة الاستشهاد: أسماء متعددة: قائمة المؤلفين (link)
6. ↑  Guevara-Aguirre، J؛ Balasubramanian، P؛ Guevara-Aguirre، M؛ Wei، M؛ Madia، F؛ Cheng، CW؛ Hwang، D؛ Martin-Montalvo، A؛ Saavedra، J (2011). "Growth Hormone Receptor Deficiency Is Associated with a Major Reduction in Pro-Aging Signaling, Cancer, and Diabetes in Humans". Science Translational Medicine. ج. 3 ع. 70: 70ra13. DOI:10.1126/scitranslmed.3001845. PMC:3357623. PMID:21325617. مؤرشف من الأصل في 2019-12-07.
7. ↑  Wade، Nicholas (17 فبراير 2011). "Ecuadorean Villagers May Hold Secret to Longevity". نيويورك تايمز. ISSN:0362-4331. مؤرشف من الأصل في 2018-08-22. اطلع عليه بتاريخ 2011-02-17.
8. ↑  Hwa V, Camacho-Hübner C, Little BM؛ وآخرون (2007). "Growth hormone insensitivity and severe short stature in siblings: a novel mutation at the exon 13-intron 13 junction of the STAT5b gene". Horm. Res. ج. 68 ع. 5: 218–24. DOI:10.1159/000101334. PMID:17389811. مؤرشف من الأصل في 2011-11-22. {{استشهاد بدورية محكمة}}: Explicit use of et al. in: |مؤلف= (مساعدة)صيانة الاستشهاد: أسماء متعددة: قائمة المؤلفين (link)

## وصلات خارجية
- Magic Foundation, Support for adults and children affected with growth hormone deficiency.
- Should human growth hormone (HGH) use be accepted in sports?, procon.org
- Laron+syndrome في المكتبة الوطنية الأمريكية للطب نظام فهرسة المواضيع الطبية (MeSH).

- .Growth hormone insensitivity , www.uptodate.com

Available at : http://www.uptodate.com/contents/growth-hormone-insensitivity-syndromes , Accessed at : 27/03/2013 .
- 2.Laron syndrome , www.webmd.com

Available at : http://children.webmd.com/laron-syndrome , Accessed at : 27/03/2013